# Campeonato de Primera División 1945 (Argentina)
El Campeonato de Primera División 1945 fue la decimoquinta temporada y decimoséptimo certamen de la era profesional de la Primera División de Argentina, y el único organizado por la Asociación del Fútbol Argentino en esa temporada. Se desarrolló entre el 22 de abril y el 2 de diciembre, en dos ruedas de todos contra todos.
El campeón fue el Club Atlético River Plate, que se consagró en la penúltima fecha, venciendo al Club Atlético Chacarita Juniors por 2 a 0. Fue el último torneo ganado por el excepcional equipo que quedó en la historia del fútbol argentino con el apelativo de La Máquina.
El Club de Gimnasia y Esgrima La Plata descendió a la Segunda División al ocupar la última posición.

## Ascensos y descensos
| Pos | Equipo ascendido        |
| --- | ----------------------- |
| 1.º | Gimnasia y Esgrima (LP) |

| Pos  | Equipo descendido en la temporada 1944 |
| ---- | -------------------------------------- |
| 16.º | Banfield                               |

## Equipos
| Equipo                     | Ciudad       |
| -------------------------- | ------------ |
| Atlanta                    | Buenos Aires |
| Club Atlético Boca Juniors | Buenos Aires |
| Chacarita Juniors          | Villa Maipú  |
| Estudiantes                | La Plata     |
| Ferro Carril Oeste         | Buenos Aires |
| Gimnasia y Esgrima         | La Plata     |
| Huracán                    | Buenos Aires |
| Independiente              | Avellaneda   |
| Lanús                      | Lanús        |
| Newell's Old Boys          | Rosario      |
| Platense                   | Buenos Aires |
| Racing Club                | Avellaneda   |
| River Plate                | Buenos Aires |
| Rosario Central            | Rosario      |
| San Lorenzo                | Buenos Aires |
| Vélez Sarsfield            | Buenos Aires |

### Distribución geográfica de los equipos
| Región                 | Cant. | Equipos                                                                                                  |
| ---------------------- | ----- | --- |
| Ciudad de Buenos Aires | 8     | Atlanta, Boca Juniors, Ferro Carril Oeste, Huracán, Platense, River Plate, San Lorenzo y Vélez Sarsfield |
| Conurbano bonaerense   | 4     | Chacarita Juniors, Independiente, Lanús y Racing Club                                                    |
| Ciudad de La Plata     | 2     | Estudiantes y Gimnasia y Esgrima                                                                         |
| Ciudad de Rosario      | 2     | Newell's Old Boys y Rosario Central                                                                      |

## Tabla de posiciones final
| Pos. | Equipo                  | Pts. | PJ | PG | PE | PP | GF | GC | Dif. |
| ---- | ----------------------- | ---- | -- | -- | -- | -- | -- | -- | ---- |
| 1.º  | River Plate             | 46   | 30 | 20 | 6  | 4  | 66 | 34 | 32   |
| 2.º  | Boca Juniors            | 42   | 30 | 18 | 6  | 6  | 71 | 43 | 28   |
| 3.º  | Independiente           | 41   | 30 | 17 | 7  | 6  | 68 | 51 | 17   |
| 4.º  | San Lorenzo             | 38   | 30 | 15 | 8  | 7  | 67 | 45 | 22   |
| 5.º  | Huracán                 | 36   | 30 | 17 | 2  | 11 | 76 | 61 | 15   |
| 6.º  | Estudiantes (LP)        | 32   | 30 | 14 | 4  | 12 | 63 | 58 | 5    |
| 7.º  | Platense                | 30   | 30 | 12 | 6  | 12 | 50 | 57 | −7   |
| 8.º  | Newell's Old Boys       | 28   | 30 | 12 | 4  | 14 | 52 | 56 | −4   |
| 9.º  | Vélez Sarsfield         | 26   | 30 | 11 | 4  | 15 | 69 | 73 | −4   |
| 10.º | Racing Club             | 25   | 30 | 10 | 5  | 15 | 59 | 63 | −4   |
| 11.º | Atlanta                 | 24   | 30 | 6  | 12 | 12 | 56 | 64 | −8   |
| 12.º | Rosario Central         | 24   | 30 | 10 | 4  | 16 | 58 | 70 | −12  |
| 13.º | Lanús                   | 23   | 30 | 8  | 7  | 15 | 46 | 59 | −13  |
| 14.º | Ferro Carril Oeste      | 23   | 30 | 9  | 5  | 16 | 51 | 73 | −22  |
| 15.º | Chacarita Juniors       | 22   | 30 | 6  | 10 | 14 | 46 | 65 | −19  |
| 16.º | Gimnasia y Esgrima (LP) | 20   | 30 | 7  | 6  | 17 | 50 | 76 | −26  |

|  | Campeón.                         |
|  | Descendió a la segunda división. |

## Descensos y ascensos
Gimnasia y Esgrima (LP) descendió a segunda división, siendo reemplazado por Tigre para el Campeonato de Primera División 1946.

## Goleadores
| Jugador              | Jugador           | Goles | Equipo          |
| -------------------- | ----------------- | ----- | --------------- |
| Bandera de Argentina | Ángel Labruna     | 25    | River Plate     |
| Bandera de Argentina | Waldino Aguirre   | 21    | Rosario Central |
| Bandera de Argentina | Luciano Agnolín   | 20    | Atlanta         |
| Bandera de Paraguay  | Arsenio Erico     | 20    | Independiente   |
| Bandera de Argentina | Mario Boyé        | 19    | Boca Juniors    |
| Bandera de Argentina | Juan José Ferraro | 19    | Vélez Sarsfield |
| Bandera de Argentina | Rinaldo Martino   | 19    | San Lorenzo     |

## Copas nacionales
Durante la temporada se disputó la Copa de Competencia Británica, ganada por el Racing Club.
Sobre el final del año y a principios del siguiente -aunque el desempate de la final se jugó recién el 18 de diciembre de 1946- se jugó la tercera y última edición del Campeonato de la República, "Copa General de División Pedro Pablo Ramírez", cuyo campeón fue el Club Estudiantes de La Plata.